# 15. rozdanie nagród Złotych Malin
Złote Maliny przyznane za rok 1994
| Kategoria                      | Dla | Za                                                 |
| ------------------------------ | --- | -------------------------------------------------- |
| Najgorszy film                 | Buzz Feitshans, David Matalon | Barwy nocy                                         |
| Najgorszy film                 | Rob Reiner, Alan Zweibel | Małolat                                            |
| Najgorszy film                 | Steven Seagal, Julius R. Nasso, A. Kitman Ho | Na zabójczej ziemi                                 |
| Najgorszy film                 | Jerry Weintraub | Specjalista                                        |
| Najgorszy film                 | Jim Wilson, Kevin Costner, Lawrence Kasdan | Wyatt Earp                                         |
| Najgorszy remake lub sequel    | Jim Wilson, Kevin Costner, Lawrence Kasdan | Wyatt Earp                                         |
| Najgorszy remake lub sequel    | Robert Rehme, Mace Neufeld | Gliniarz z Beverly Hills III                       |
| Najgorszy remake lub sequel    | Billy Crystal | Sułtani westernu II: Z powrotem w siodle           |
| Najgorszy remake lub sequel    | Bruce Cohen | Flintstonowie                                      |
| Najgorszy remake lub sequel    | Warren Beatty | Przygoda miłosna                                   |
| Najgorszy aktor                | Kevin Costner | Wyatt Earp                                         |
| Najgorszy aktor                | Bruce Willis | Barwy nocy Małolat                                 |
| Najgorszy aktor                | Macaulay Culkin | Potyczki z tatą Richie milioner Władca ksiąg       |
| Najgorszy aktor                | Steven Seagal | Na zabójczej ziemi                                 |
| Najgorszy aktor                | Sylvester Stallone | Specjalista                                        |
| Najgorsza aktorka              | Sharon Stone | Specjalista Na rozstaju                            |
| Najgorsza aktorka              | Jane March | Barwy nocy                                         |
| Najgorsza aktorka              | Uma Thurman | I kowbojki mogą marzyć                             |
| Najgorsza aktorka              | Kim Basinger | Ucieczka gangstera                                 |
| Najgorsza aktorka              | Joan Chen | Na zabójczej ziemi                                 |
| Najgorszy aktor drugoplanowy   | O.J. Simpson | Naga broń 33⅓: Ostateczna zniewaga                 |
| Najgorszy aktor drugoplanowy   | Jane March | Barwy nocy                                         |
| Najgorszy aktor drugoplanowy   | Dan Aykroyd | Ucieczka do Edenu Małolat                          |
| Najgorszy aktor drugoplanowy   | Rod Steiger | Specjalista                                        |
| Najgorszy aktor drugoplanowy   | William Shatner | Star Trek: Pokolenia                               |
| Najgorsza aktorka drugoplanowa | Rosie O’Donnell | Ucieczka do Edenu Flintstonowie Wóz 54, zgłoś się! |
| Najgorsza aktorka drugoplanowa | Lesley Ann Warren | Barwy nocy                                         |
| Najgorsza aktorka drugoplanowa | Sean Young | I kowbojki mogą marzyć                             |
| Najgorsza aktorka drugoplanowa | Elizabeth Taylor | Flintstonowie                                      |
| Najgorsza aktorka drugoplanowa | Kathy Bates | Małolat                                            |
| Najgorszy duet aktorski        | Tom Cruise; Brad Pitt | Wywiad z wampirem                                  |
| Najgorszy duet aktorski        | Sylvester Stallone; Sharon Stone | Specjalista                                        |
| Najgorszy duet aktorski        | każde połączenia każdej pary aktorów grających główne role | Barwy nocy                                         |
| Najgorszy duet aktorski        | Dan Aykroyd, Rosie O’Donnell | Ucieczka do Edenu                                  |
| Najgorszy duet aktorski        | Kevin Costner; każda z trzech jego żon | Wyatt Earp                                         |
| Najgorsza reżyseria            | Steven Seagal | Na zabójczej ziemi                                 |
| Najgorsza reżyseria            | John Landis | Gliniarz z Beverly Hills III                       |
| Najgorsza reżyseria            | Richard Rush | Barwy nocy                                         |
| Najgorsza reżyseria            | Rob Reiner | Małolat                                            |
| Najgorsza reżyseria            | Lawrence Kasdan | Wyatt Earp                                         |
| Najgorszy scenariusz           | Tom S. Parker, Babaloo Mandel, Mitch Markowitz, Dava Savel, Brian Levant, Michael G. Wilson, Al Aidekman, Cindy Begel, Lloyd Garver, David Silverman, Stephen Sustarsic Nancy Steen, Neil Thompson, Daniel Goldin, Joshua Goldin, Peter Martin Wortmann, Robert Conte, Jeff Reno, Ron Osborn, Bruce Cohen, Jason Hoffs, Kate Barker, Gary Ross, Rob Dames, Leonard Ripps, Fred Fox Jr., Lon Diamond, David Richardson, Roy Teicher, Richard Gurman, Michael J. Di Gaetano, Ruth Bennett | Flintstonowie                                      |
| Najgorszy scenariusz           | Matthew Chapman, Billy Ray | Barwy nocy                                         |
| Najgorszy scenariusz           | John Mattson | Kieszonkowe                                        |
| Najgorszy scenariusz           | Alan Zweibel, Andrew Scheinman | Małolat                                            |
| Najgorszy scenariusz           | Ed Horowitz, Robin U. Russin | Na zabójczej ziemi                                 |
| Najgorszy debiut aktorski      | Anna Nicole Smith | Naga broń 33⅓: Ostateczna zniewaga                 |
| Najgorszy debiut aktorski      | Jim Carrey | Ace Ventura: Psi detektyw Głupi i głupszy Maska    |
| Najgorszy debiut aktorski      | Shaquille O’Neal | Drużyna asów                                       |
| Najgorszy debiut aktorski      | Chris Elliott | Chłopiec okrętowy                                  |
| Najgorszy debiut aktorski      | Chris Isaak | Mały Budda                                         |
| Najgorsza piosenka             | Barry Manilow, Jack Feldman | "Marry The Mole!" z filmu Calineczka               |
| Najgorsza piosenka             | Jud Friedman, Lauren Christy, Dominic Frontiere | "The Color of The Night" z filmu Barwy nocy        |
| Najgorsza piosenka             | Mark Hudson, Klaus Meine, Scott Fairbairn | "Under The Same Sun" z filmu Na zabójczej ziemi    |